# Marîna Veazovska
Marîna Serhiivna Veazovska (ucraineană Марина Сергіївна Вязовська, pronunțat [mɐˈrɪnɐ wʲɐˈzɔu̯sʲkɐ]; n. 2 decembrie 1984, Kiev, URSS) este o matematiciană ucraineană cunoscută pentru munca sa în domeniul împachetării sferelor. Este profesor titular și șefă a catedrei de teoria numerelor la Institutul de Matematică al École Polytechnique Fédérale de Lausanne din Elveția. A fost decorată cu Medalia Fields în 2022.

## Educație și carieră
Veazovska s-a născut la Kiev, fiind cea mai mare dintre trei surori. Tatăl ei a fost un chimist care a lucrat la fabrica de avioane Antonov, iar mama ei a fost ingineră. A urmat un liceu specializat pentru elevi cu performanțe înalte în științe și tehnologie, Liceul de Științe Naturale nr. 145 din Kiev. Un profesor influent de acolo, Andrii Kneaziuk, lucrase anterior ca matematician cercetător profesionist înainte de a deveni profesor de liceu. Veazovska a concurat la olimpiade naționale de matematică când era la liceu, clasându-se pe locul 13 într-o competiție națională în care 12 elevi au fost selectați pentru o tabără de antrenament înainte de a fi aleasă o echipă de șase membri pentru Olimpiada Internațională de Matematică. Ca studentă la Universitatea Națională Taras Șevcenko din Kiev, a participat la Concursul Internațional de Matematică pentru Studenți Universitari în 2002, 2003, 2004 și 2005 și a fost una dintre câștigătoarele locului întâi în 2002 și 2005. A colaborat la prima sa lucrare de cercetare în 2005.
Veazovska a obținut o diplomă de master de la Universitatea din Kaiserslautern în 2007, un doctorat de la Institutul de Matematică al Academiei Naționale de Științe a Ucrainei în 2010 și un doctorat (Dr. rer. nat.) de la Universitatea din Bonn în 2013. Teza sa de doctorat, „Modular Functions and Special Cycles”, este în domeniul teoriei analitice a numerelor și a fost coordonată de Don Zagier și Werner Müller.
A fost cercetător postdoctoral la Școala de Matematică din Berlin și la Universitatea Humboldt din Berlin și invitată distinsă Minerva la Universitatea Princeton. Din ianuarie 2018, a ocupat catedra de teoria numerelor ca profesor titular la École Polytechnique Fédérale de Lausanne (EPFL) din Elveția, după o scurtă perioadă ca profesor asistent titular.

## Contribuții
În 2016, Veazovska a rezolvat problema împachetării sferelor în dimensiune 8. Soluția ei în dimensiunea 8 a condus rapid la colaborarea cu alții și la o soluție în dimensiunea 24. Înainte problema fusese rezolvată doar pentru trei sau mai puține dimensiuni, iar demonstrația versiunii tridimensionale (conjectura lui Kepler) folosea calcule lungi pe calculator. În contrast, demonstrația lui Veazovska pentru 8 și 24 de dimensiuni este „uimitor de simplă”.
Câțiva ani mai târziu, în 2018, Veazovska și colaboratorii săi au extins semnificativ rezultatele împachetării sferelor în dimensiunile 8 și 24 pentru a aborda minimizarea energiei potențiale. În 2019 Vyazovska și echipa sa au rezolvat o ecuație matematică ce determină cum un număr infinit de puncte care se resping reciproc sunt plasate în spații 8-dimensionale și 24-dimensionale.
Pe lângă munca sa în domeniul împachetării sferelor, Veazovska este cunoscută și pentru cercetările sale asupra designurilor sferice împreună cu Bondarenko și Radchenko. Cu ei, ea a demonstrat o conjectură a lui Korevaar și Meyers privind existența unor modele mici în dimensiuni arbitrare. Acest rezultat a fost una dintre contribuțiile pentru care coautorul său, Andriy Bondarenko, a câștigat Premiul Vasil A. Popov pentru teoria aproximării în 2013.

## Recunoaștere
În 2016 Veazovska a primit Premiul Salem, iar în 2017 Premiul Clay pentru cercetare și Premiul SASTRA Ramanujan pentru munca sa asupra împachetării sferelor și formelor modulare. În decembrie 2017 i s-a acordat Premiul New Horizons in Mathematics 2018. A fost invitată să susțină o prezentare la Congresul Internațional al Matematicienilor din 2018. În 2019 i s-au acordat Premiul Ruth Lyttle Satter pentru Matematică și Premiul Fermat. Este una dintre câștigătoarele Premiului EMS din 2020. În 2020 a primit și Premiul Național Latsis, acordat de Fundația Latsis. A fost aleasă în Academia Europaea în 2021 și a fost numită cercetător senior la Institutul de Matematică Clay în iulie 2022.
A fost decorată cu Medalia Fields în iulie 2022, fiind a doua femeie (după Maryam Mirzakhani), a doua persoană născută în RSS Ucraineană (după Vladimir Drinfeld) și prima cu o diplomă de la o universitate ucraineană care a primit-o vreodată. A fost onorată ca una dintre cele 100 de femei BBC în decembrie 2022.

## Familie
Veazovska și-a cunoscut soțul, Danîlo Ievtușînskîi, la un grup de fizică după ore pentru elevi. El este de asemenea cercetător la EPFL, în domeniul fizicii. Au doi copii, un fiu și o fiică.

## Selecție de publicații
- Bondarenko, Andriy; Radchenko, Danylo; Viazovska, Maryna (2013), „Optimal asymptotic bounds for spherical designs”, Annals of Mathematics, Second Series, 178 (2), pp. 443–452, arXiv:1009.4407 , doi:10.4007/annals.2013.178.2.2, MR 3071504
- Viazovska, Maryna (2017), „The sphere packing problem in dimension 8”, Annals of Mathematics, 185 (3), pp. 991–1015, arXiv:1603.04246 , doi:10.4007/annals.2017.185.3.7
- Cohn, Henry; Kumar, Abhinav; Miller, Stephen D.; Radchenko, Danylo; Viazovska, Maryna (2017), „The sphere packing problem in dimension 24”, Annals of Mathematics, 185 (3), pp. 1017–1033, arXiv:1603.06518 , doi:10.4007/annals.2017.185.3.8
- Cohn, Henry; Kumar, Abhinav; Miller, Stephen D.; Radchenko, Danylo; Viazovska, Maryna (2022), „Universal optimality of the E8 and Leech lattices and interpolation formulas”, Annals of Mathematics, 196 (3), pp. 983–1082, arXiv:1902.05438 , doi:10.4007/annals.2022.196.3.3